# Rejoslamet
Rejoslamet is een bestuurslaag in het regentschap Jombang van de provincie Oost-Java, Indonesië. Rejoslamet telt 4600 inwoners (volkstelling 2010).